# Auguste Piccard (PX-8)
Die Auguste Piccard (Bezeichnung PX-8, häufig auch als Mésoscaphe bezeichnet) ist ein stillgelegtes Mesoskaph, das der Schweizer Ozeanograph Jacques Piccard anlässlich der Landesausstellung Expo 64 1964 in Lausanne bauen liess und nach seinem Vater Auguste Piccard benannte, der auch die Idee dazu entwickelt hatte. Sie war das erste und das bis heute grösste für touristische und wissenschaftliche Zwecke gebaute U-Boot sowie das grösste nicht-militärische Unterwasserfahrzeug.
Das aus Stahl gefertigte und 28,5 m lange Boot wog 165 t. Im Inneren hatte die PX-8 einen Durchmesser von 3,1 m. Der Druckkörper erlaubte Tauchgänge bis in 750 m Tiefe, theoretisch wären sogar 1.500 m möglich gewesen. Ein 58,8 kW starker Elektromotor trieb das Boot an und ermöglichte eine Höchstgeschwindigkeit von 6 kn. Batterie- und Sauerstoffvorrat reichten für 48 Stunden autonome Fahrt. Die Besatzung umfasste fünf Personen.

## Geschichte
Das Mesoskaph-Konzept entwickelte Auguste Piccard 1953. Das Boot wurde von 1962 bis 1964 in Monthey als einziges jemals ausschliesslich dort produziertes und registriertes U-Boot in der Schweiz gebaut. Die PX-8 galt als eines der Symbole der Landesausstellung und unternahm während dieser im Genfersee von April bis Oktober mit bis zu 40 Passagieren Ausflugsfahrten. Diese dauerten bis zu 35 Minuten, das Boot führte pro Tag maximal neun Fahrten durch. Bei diesen Tauchgängen in bis zu 150 m Tiefe trübte allerdings die Wasserverschmutzung zeitweilig die Sicht. Insgesamt transportierte das Boot im ganzen Jahr 1964 bei 1.100 Tauchgängen über 33.000 Personen. Anschliessend wurde es zunächst von 1966 bis 1969 in Marseille touristisch genutzt, danach wurde es nach Vancouver verkauft und dort zu einem Forschungsboot umgerüstet.
1976 wurde das U-Boot in den USA für wissenschaftliche Arbeiten umfassend modifiziert. Dabei wurden die Sitzreihen für die Passagiere entfernt, die Maschinenanlage modifiziert, der Druckkörper leichter gemacht und der Turm umgebaut. Insgesamt sank dadurch das Gewicht des Bootes auf 124 t, die maximale Betriebsdauer verringerte sich auf 16 Stunden. Ausserdem erhöhte sich die Geschwindigkeit leicht auf 6,3 kn und die zugelassene Maximaltauchtiefe lag bei 610 m. Statt der Passagiere umfasste die Anzahl der an Bord befindlichen Personen nun 6 Besatzungsmitglieder und Wissenschaftler.
1984 wurde das Boot stillgelegt und in Galveston (Texas) aufgelegt. 1999 kaufte ein schweizerischer Geschäftsmann das Boot für 35.000 CHF und holte es ins Land zurück. Zur Landesausstellung 2002 wurde das Boot leicht verrostet in Murten ausgestellt. 2005 wurde in Villeneuve am Genfersee das Deck der PX-8 zerschnitten, um sie im November des gleichen Jahres ins Verkehrshaus der Schweiz in Luzern zu transportieren. Für die Ausstellung im Verkehrshaus wurde aussen bis 2014 weitestgehend der Zustand von 1964 wiederhergestellt.

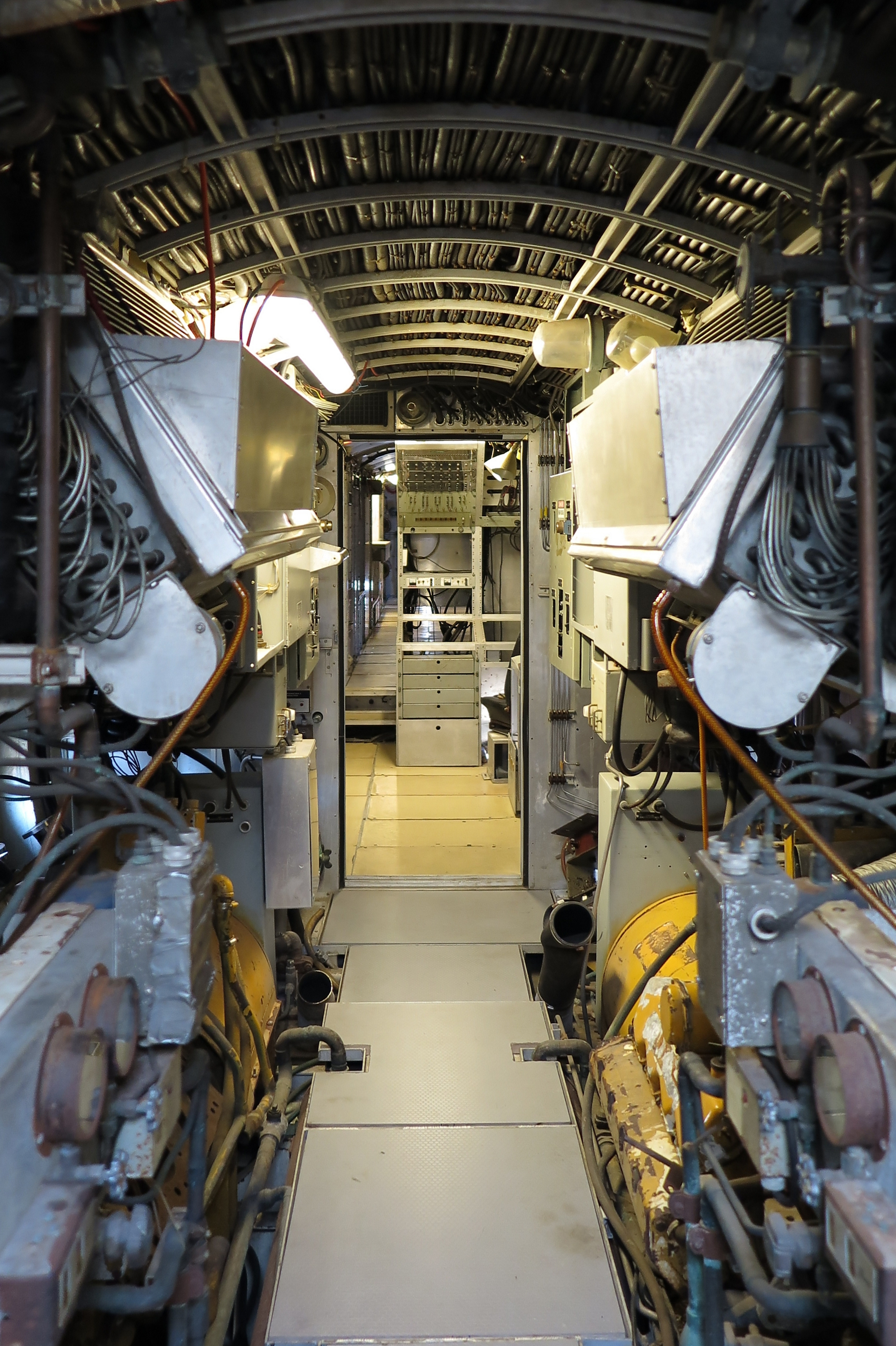
Innenansicht